# カルロス・バルボーザ
カルロス・バルボーザ（ポルトガル語: Carlos Barbosa）は、ブラジル南部のリオグランデ・ド・スル州にある都市。人口は3万241人（2020年）。地名は州知事カルロス・バルボーザ・ゴンサルヴェスにちなむ。イタリア系移民が入植した地域であり、ブラジル有数のワイン産地である。
北方のベント・ゴンサルヴェスと鉄道路線で結ばれ、マリア・フマサ社の観光鉄道が両都市間を運行している。

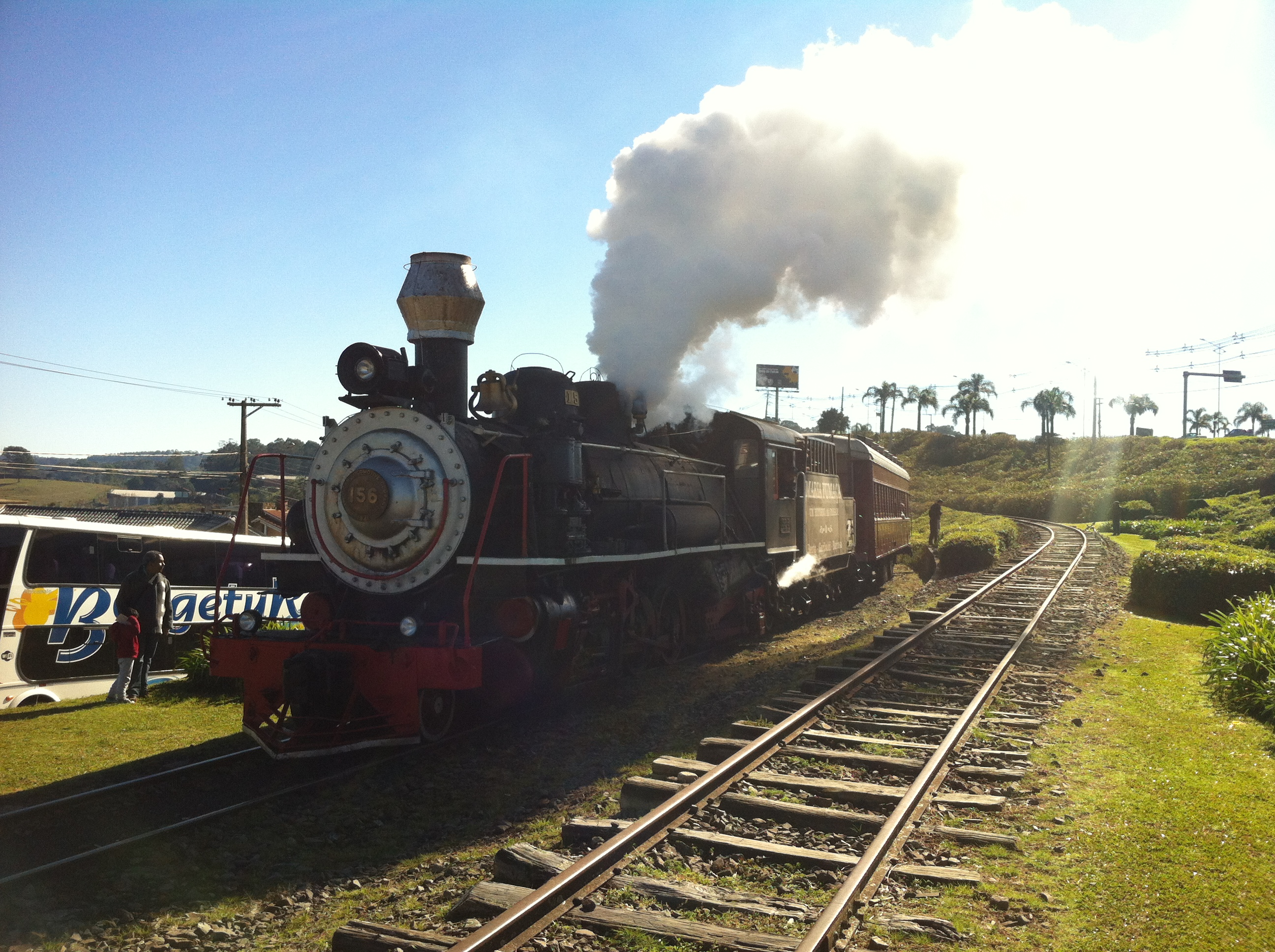